# Congalach Cnogba
Congalach Cnogba mac Máel Mithig Uí Néill roi de Brega (Síl nÁedo Sláine) et Ard ri Érenn de 944 à 956.

## Origine
Congalach ou Conghalach mac Máel Mithig est issu du Síl nÁedo Sláine une des deux dynasties des Uí Néill du sud dont le territoire se trouvait dans la région de Brega actuellement dans le Meath et le comté de Dublin et qui n’avait plus obtenu le titre d’Ard ri Érenn monopolisé par les Uí Néill du Nord et le Clan Cholmáin des Uí Néill du Sud depuis la mort de Cinaed mac Irgalach en 727.
Son père Máel Mithidh mac Flannacáin roi de Brega avait été tué aux côtés du roi Niall Glúndub en 919 lors de la Bataille d'Islandbridge. Sa mère Ligach († 922) était une fille de Flann Sinna et appartenait au Clan Cholmáin. Le surnom de Congalach « Cnogba » dérive de sa résidence de Knowth (c'est-à-dire : Cnogba) dans l'est du Meath.

## Règne

### Roi de Brega/Cnogba
Congalach devient roi de Brega vers 929 et les premières années de son règne sont consacrées aux affaires locales. En 939, il défait un peuple vassal connu sous le nom de  Gailenga de la « Rivière des Eaux Noires » et en 942 il tue deux rivaux, Congalach et Ailpin, les fils d'un précédent roi de Brega,  Lorcán mac Dunchad (̟mort en 925), le successeur de son père. Il intervient en dehors de son royaume en 944 quand il s'allie avec le roi de Leinster Bróen mac Máelmórda pour une expédition victorieuse contre les Vikings du royaume de Dublin.

### Ard ri Erenn
En 944 également, le roi Donnchad mac Flainn meurt et Congalach proclame ses propres droits au titre d'Ard ri Erenn ; il est le premier membre de sa dynastie le Síl nÁedo Sláine à émettre cette prétention depuis le VIIIe siècle. Congalach met à profit son alliance avec les Vikings de Dublin et ses liens familiaux pour évincer les Uí Néill du Cenél nEógain et du Clan Cholmáin et se faire reconnaître roi de Tara en 944 après la mort du prétendant Muirchertach mac Neill « aux vêtements du cuir ».
Il trouve immédiatement un compétiteur en la personne de Ruaidrí Ua Canannáin, issu Uí Néill du nord Cenél Conaill un sept lui aussi exclu du titre d'Ard ri Erenn depuis 734. Pendant les six années suivantes, les deux compétiteurs combattent l'un contre l'autre. Congalach s'allie avec Olaf Kvaran de Dublin, et ils combattent en vain les forces de Ruaidrí à Conailli dans le comté de Louth en 945. En 947 Ruaidrí déplace le combat contre Congalach et attaque Slane, où Congalach et Olaf sont de nouveau battus.  
Il semble que Congalach s'était allié personnellement avec Olaf Kvaran, mais pas avec les Vikings du royaume de Dublin, car en 948 un roi de Dublin nommé Blacair Gothfrithson est tué pendant que 600 Vikings sont tués ou faits prisonniers en combattant Congalach. En 949, Congalach conduit ses armées vers le nord et razzie Uí Meith et Fernmag.
L'année suivante, Ruaidrí Ua Canannáin entreprend deux nouvelles expéditions contre Mide et Brega en 950 et réduit à néant le pouvoir de Conghalach. Il allait se faire reconnaître roi d’Irlande après avoir infligé une nouvelle défaite aux Vikings de Dublin lorsqu’il périt au cours du combat.
Les Vikings combattaient pour eux-mêmes et pas pour Congalach, et les hostilités avec Dublin se poursuivent la même année (en 950) quand les Vikings razzient ses territoires et brûlent le belfry de Slane. Toujours en 950, Congalach conduit une armée à travers le Munster, et attaque le Dál gCais, tuant deux membres de la famille royale nommés Echthigern et Donngus mac Cennétig. L'année suivante, une seconde expédition appuyée par une flotte, permet de soumettre la province à sa souveraineté. L'appui du clergé était crucial pour tout prince victorieux et en 951 Congalach obtient la faveur des milieux ecclésiastiques lorsqu'il libère le monastère de Clonard des séculiers.

### Fin de règne et mort
Un nouveau rival, le futur Ard ri Erenn Domnall ua Néill, obtient la soumission du Royaume de Breifne en 955. Congalach continue, cependant à soumettre à son contrôle les provinces voisines, et conduit cette année-là une expédition au Connacht avec un succès mitigé. En 956 il tourne ses ambitions vers le Leinster et préside l'Óenach Carmáin (foire de Carman), un signe manifeste de revendiquer la souveraineté sur la province. Ce défi lancé aux « Hommes du Leinster » ouvre des perspectives aux Vikings de Dublin. Son ancien allié Olaf Kvaran fait désormais cause commune avec le gens du Leinster, et Congalach est tué avec sa suite à un endroit nommé « Tech Guigrand », parfois localisé près de la rivière Liffey lors d’une attaque surprise des Vikings de Dublin agissant à l’instigation du roi de Leinster. Congalach est inhumé dans le monastère de Monasterboice.
Conghalach a comme successeur Domnall mac Muircheartach le fils de son adversaire Muirchearteach mac Neill.

## Descendance
Congalach eut deux épouses : Eithne († 953), fille de Fergal mac Domnaill, dont un fils Muirchertach, et Deichter, fille de Béollán mac Ciarmaic, mère de  Domnall. Il a également deux filles Dirbail († 1013), la femme de  Conchobar des Uí Failgi, et Muirenn († 979), qui fut abbesse de Kildare. Son frère Áed, rígdamna Breg, meurt en 965 lors d'un pèlerinage à Saint Andrews en Écosse.
Le Chronicon Scotorum enregistre le meurtre de son fils aîné et successeur:
- Muichertach mac Conghalaich († 964) tué par son frère
- Domnall mac Conghalaich  (†  976) et les Annales d'Ulster, la mort de son petit-fils 
  - Conghalach mac Domnaill « héritier désigné d’Irlande », († 977) tué par Olaf Kvaran.

Les Annales de Inisfallen relèvent le meurtre en 991 de son autre petit-fils  « Donnchadh Ua Congalaigh roi de Brega et  Héritier désigné d'Irlande » par Mael Sechnaill mac Domnaill. Les Annales des quatre maîtres rapportent ensuite qu'en 1016 « Donnchad mac Donnchad Ua Conghalaigh, seigneur de Breagha et Héritier désigné d'Irlande » est tué par les hommes de Brega eux-mêmes.

## Sources
- (en) Francis John Byrne, Irish Kings and High-Kings, Courts Press History Classics Dublin (2001)  (ISBN 1-851-82-1961)
- (en) Benjamin T. Hudson, « Congalach Cnogba(d. 956) », Oxford Dictionary of National Biography, Oxford University Press, 2004.
- (en) Bart Jaski, Genealogical tables of medieval Irish royal dynasties, Dublin, Four Courts Press, 2013 (ISBN 9781846824265), p. 98 Tableau-19  Kings of Cnogba North Brega